# Варданін
Варданін (араб. الوردانين) — місто в Тунісі у регіоні Сахель. Входить до складу вілаєту Монастір. Станом на 2004 рік тут проживало 18 852 особи.

## Клімат
Місто знаходиться у зоні, котра характеризується кліматом помірних степів та напівпустель. Найтепліший місяць — серпень із середньою температурою 27.6 °C (81.7 °F). Найхолодніший місяць — січень, із середньою температурою 12 °С (53.6 °F).
| Клімат Варданіна        | Клімат Варданіна | Клімат Варданіна | Клімат Варданіна | Клімат Варданіна | Клімат Варданіна | Клімат Варданіна | Клімат Варданіна | Клімат Варданіна | Клімат Варданіна | Клімат Варданіна | Клімат Варданіна | Клімат Варданіна | Клімат Варданіна |
| Показник                | Січ.             | Лют.             | Бер.             | Квіт.            | Трав.            | Черв.            | Лип.             | Серп.            | Вер.             | Жовт.            | Лист.            | Груд.            | Рік              |
| Середній максимум, °C   | 16,3             | 17,3             | 19               | 21,8             | 25,9             | 30,9             | 34,4             | 34,2             | 30,6             | 25,7             | 21,1             | 17,7             | 24,6             |
| Середня температура, °C | 12               | 13               | 14,5             | 16,9             | 20               | 24,3             | 27,1             | 27,6             | 25,4             | 21,4             | 16,8             | 13,3             | 19,4             |
| Середній мінімум, °C    | 7,4              | 7,4              | 9,1              | 11,5             | 14,6             | 19,2             | 21,7             | 22,3             | 20,3             | 16,2             | 11,8             | 8,8              | 14,2             |
| Норма опадів, мм        | 33.8             | 29.7             | 30.7             | 27.2             | 15.1             | 7.2              | 3.4              | 9.1              | 33.7             | 54.4             | 35.4             | 43.6             | 323.3            |
| Днів з опадами          | 7                | 6,5              | 6,9              | 6,1              | 4,4              | 2,5              | 0,7              | 1,6              | 3,3              | 6,2              | 6,6              | 7,3              | 59,1             |
| Вологість повітря, %    | 68.9             | 67.1             | 67.2             | 65.8             | 63.6             | 60.4             | 58.3             | 61.8             | 65.4             | 68.9             | 68.7             | 69.7             | 65.5             |
| ----------------------- | ---------------- | ---------------- | ---------------- | ---------------- | ---------------- | ---------------- | ---------------- | ---------------- | ---------------- | ---------------- | ---------------- | ---------------- | ---------------- |
| Джерело: Weatherbase    |                  |                  |                  |                  |                  |                  |                  |                  |                  |                  |                  |                  |                  |